# Centaurea scripczinskyi
Centaurea scripczinskyi — вид квіткових рослин родини айстрових (Asteraceae). Ареал: Північний Кавказ.

## Екологія
Зустрічається на луках і у відкритих лісах.

## Біоморфологічна характеристика
Це трав'яниста багаторічна рослина від 20 до 60 см заввишки, має здерев'яніле стебло. Рослина сірувато-зелена від запушення. Стебла прямовисні й часто гіллясті. Квітки від рожевих до темно-пурпурових.